# SB (航空機)
ANT-40 / SB
フィンランド空軍のSB
- 用途：軽爆撃機
- 設計者：アレクサンドル・アルハーンゲリスキイ
- 製造者：ツポレフ
- 運用者

  -  ソ連空軍
  -  スペイン共和国空軍
  -  チェコスロバキア（チェコスロバキア空軍）
  -  中華民国（中華民国空軍）、他
- 初飛行：1934年10月7日
- 生産数：6,945機
- 生産開始：1936年 - 1941年（生産終了）
- 運用開始：1936年
- 退役：1950年（スペイン空軍）

ツポレフ ANT-40、または軍名称ツポレフ SB（エスベー;ロシア語: Скоростной бомбардировщик - Skorostnoi Bombardirovschik - "高速爆撃機"の意）、 開発共同名TsAGI-40 は双発単葉3人乗りの高速爆撃機である。初飛行は1934年。
この機体の形式名は、SB 2M-100Aのように機種記号（SB）の後にエンジン名（M-100A）が続き、2とはエンジンの数を表す。このためSB-2という型があると長く誤解されてきたが、SBの機種記号を使った爆撃機は他にはない。
機体の設計は非常に先進的であったが、多くの初期不良が存在し、搭乗員や整備員らをひどく悩ませた。それらは些細なものだという設計局側の弁明は、ヨシフ・スターリンからも「軍用機に些細なことは存在しない」と批判された。
SBは1930年代後半の世界の爆撃機では機数の上で最も大きな地位を占め、ソビエト連邦で生産された最初の近代的な応力外皮構造の航空機である。様々な型がスペイン（スペイン内戦）、中華民国（日中戦争）、ノモンハン事件、フィンランド（冬戦争）そして第二次世界大戦初頭1941年の対ナチス・ドイツ戦と広範囲にわたって活躍した。また、民間機用や練習機用、副次的な任務用など多岐にわたり使用されている。
スペイン内戦ではその速度性能でほとんどの敵側戦闘機を引き離すという良好な成績を示したが、1941年までには旧式化した。1941年6月までに、赤色空軍（VVS）の爆撃機の94%がSBとなっていた。

## 開発
1933年、ソビエト空軍大臣（UVVS）は高速爆撃機の要求概要を提示した。この提案に関する研究は中央航空流体力学研究所（TsAGI）で1934年1月より始められた。
SBはツポレフ設計局のA・A・アルハーンゲリスキイ率いるチームにより設計開発された。ライトサイクロン・星型エンジン搭載型（ANT-40 RTs）と、イスパノ・スイザ Y12（en）・液冷V型12気筒搭載型(ANT-40 IS)の2種が計画された。同設計局による以前の作品、MI-3（en）およびDI-8両航空機の設計で得られた技術が広く利用されていた。最初の2種のプロトタイプは、ANT-40.1とANT-40.2として設計された。 サイクロン搭載の試作機は1934年10月7日に初飛行し、大型翼が特徴のイスパノ・スイザ搭載機 (ANT-401)は同年12月30日の飛行でより優れた性能を示した。
2番目のイスパノ・スイザ搭載機ANT-402は生産を考慮されたプロトタイプで、その性能は印象的であった。しかしながらこの機体は多くの初期不良を抱えており、セルゴ・オルジョニキーゼ重工業人民委員の視察前に、試験要員が機体の欠陥を記載して貼り付けたメモが、ANT-402の機体をほとんど覆ってしまうという事態を招いた。これらの張り紙を見たオルジョニキーゼはそれらの不良について検討するため、ツポレフをクレムリンの議会に呼び出した。

この時ツポレフは、指摘された欠陥のほとんどは些細なものに過ぎないと弁明したが、これを聞いていたヨシフ・スターリンは次のように述べたとされる。 

軍用機に些細なことは存在しない。（何事も重大であり、どんなに「些細な」未修正でも機体とその搭乗員の損失に繋がるかもしれない。）

1935年末、ANT-402の飛行試験プログラムが完了する前に、SBという軍呼称が付けられた最初の生産機が製造ラインに乗せられた。SBは1936年に本格的な生産に入り、モスクワの第22国営航空工場とイルクーツクの第125工場の2箇所の工場で1941年まで生産された。

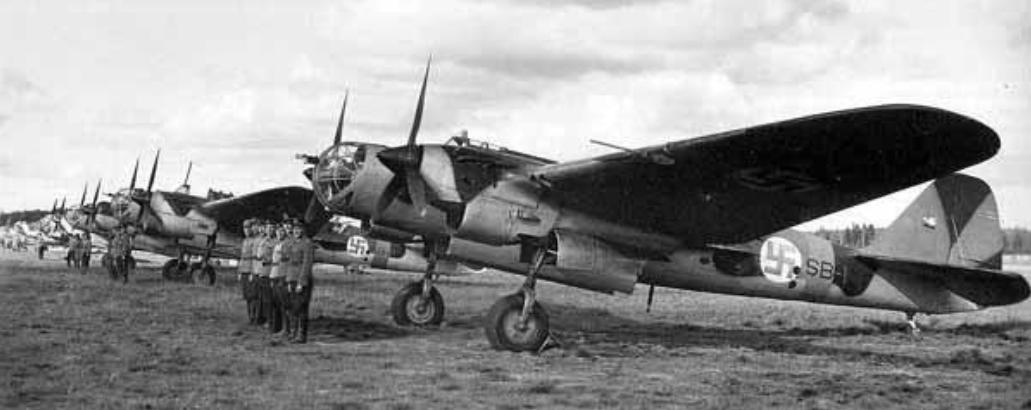
フィンランド空軍のSBの整列

製造現場では、流れ作業が絶え間ない修正に阻害され続けたという事実はあったものの、1936年末までに約400機のSBが納品され（その多くがスペインへ引き渡された）、ソ連空軍の24個飛行中隊が新型爆撃機の慣熟の過程にあった。スペイン内戦において同機は非常に優れた性能を示し、SBは「カチューシャ」の愛称を得ることとなった。
1937年、SB爆撃機の供給及び現地製造権と、シュコダM1936 75mm山砲（en）の製造権引き替えを目的とするソビエト・チェコスロバキア両政府間の協定が成立した。供給されたSBと、後にアヴィア B-71としてライセンス生産されたバージョンは基本的にはSB 2M-100Aであったが、アヴィア製はイスパノ・スイザ 12-Ydrsエンジンを搭載していた。機首の連装ShKAS機関銃は、チェコ製の単装7.92 mmZB-30軽機関銃に取り替えられ、背部と下部の銃座にも同類の火器が装備された。
60機の機体が1938年中頃までにチェコスロバキアへ運ばれる予定であった。ライセンス生産の計画予定は、同国の政治的状況がますます危険な状況となったにもかかわらず、着実に進行していった。しかし、1939年3月15日、ドイツ軍がボヘミア・モラビアを占領した時、チェコ製の機体は1機も配備されていなかった 。

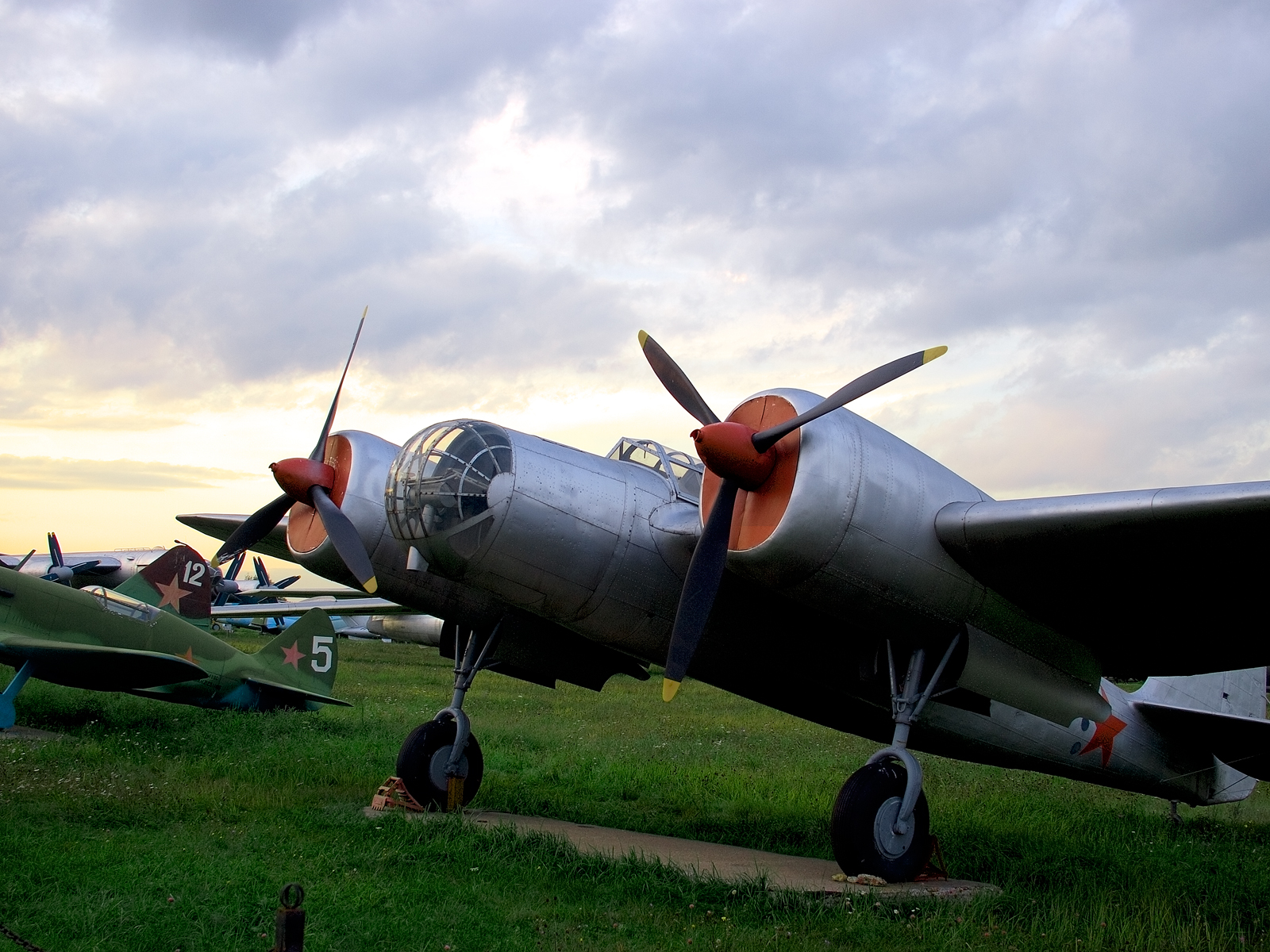
モニノ空軍博物館のツポレフSB

一方、ソビエト本国においては、スペインにおける初期の戦訓を反映した改良が続けられた。パイロット達をSBの飛行に習熟させるため、練習機型のUSB（教習・複操縦用の開放式コクピットに機首を設置）が1937年9月に製作された。 また、機首銃の旋回に限界があり、正面からの攻撃に対してほとんど使用されないという機体武装の問題にも対応、後の機体はより広い射角を持つよう変更された。1940年からは背面銃座が閉鎖型のターレットに取り替えられ、同時に下部銃座も（有効に使うことは困難であったが）変更されている。
また、搭載エンジンの性能向上も図られた。最初の生産型はクリーモフ M-100（イスパノ・スイザ12Ybrsエンジンのライセンス生産版）搭載機であったが、これはすぐにより強力なM-100A、そして1938年からは更に強力なM-103に換装された。
初期のM-100搭載機はナセル前面にラジエーターが配置されていたが、SB 2-M103ではより洗練されたエンジンカウル形状と、その顎部にラジエーターを配置する形態に改められた。1937年9月2日、M・Yu・アレクセーエフ（M.Yu. Alexeev）はM-103搭載のSBで積載量1,000 kg (2,200 lb)、12,246 m (40,177 ft)の公認高度記録を飾った。彼は早い時期に12,695 m (41,650 ft)という非公式記録を作っていた。
1939年までに旧式化したSBの更なる性能向上の試みとして、SBの直接の代替機と専門の急降下爆撃機の2種の次世代バージョンの開発が認可された。SB-MNまたはMMNとして知られる水平爆撃機は、翼面積を縮小した新型の翼を持ち、より強力なクリーモフ M-105エンジンが搭載されている。性能は標準型よりも僅かに優れていたが、計画は放棄された。当初SB-RKと呼称された急降下爆撃機（設計局長のツポレフが反国家活動容疑で逮捕・投獄されたため、後に機体の設計者にちなんでアルハーンゲリスキイ Ar-2と再命名された）はMMNと類似していたが、こちらはダイブブレーキを装備していた。試験は好結果を収め、Ar-2は生産に移るよう命じられた。
SBはもはや航空機技術の最先端ではなかったが、当時2年間でほぼ4,000機の増強を遂げたナチスドイツの脅威の高まりに対抗するため、ソ連は空軍力を増強しようと試み、1939年と1940年を通じて増産が続けられた。SBの生産は1941年初頭から段階的に廃止され、ペトリャコーフ Pe-2に置き換えられていった。モスクワからカザンへ疎開した第22工場では計5,695機が作られ、同時にイルクーツクの第125工場では 1,136機以上が作られた。3機のプロトタイプがツポレフ設計局で作られ、同時にチェコスロバキアのアエロ・ボドチョディ（en）とアヴィア（en）でそれぞれ45機と66機が作られており、総計では6,945機が製造された。

## 設計
SBは全金属（アルミ）製の単葉機で、初期型は2基のクリーモフM-100 12気筒水冷エンジン（イスパノ・スイザ12-Ydrsエンジンのライセンス生産版）を搭載し、固定ピッチの金属製2枚プロペラを駆動した。エンジンは、垂直のサーモスタット制御の冷却シャッターに囲まれたハニカム型フロントラジエーターのエンジンが装備された。
その後エンジンは、高度4,000 m (13,000 ft)において423 km/h (263 mph)の速度を発揮する、着陸調整可能な3ピッチプロペラで駆動する改良型M-100Aに換装。さらにはエンジンナセル形状も改めた、より強力なM-103搭載型へと改良が進められた。

## 戦歴

### スペイン内戦
1936年7月1日までに、わずか54機のSBしかソビエト空軍へ届けられなかった一方で、1936年7月17日のスペイン内戦勃発時に、スペイン共和国派を支援するためにソ連から送られた軍備の最初の積荷の中に、新型のツポレフ爆撃機が含まれていた。ソ連貨物船「コムソモール」に乗せられたSBの第一群である31機は、1936年10月にカルタヘナへ到着した。その初任務は、10月28日にセビリアの飛行場に対して行われた4機のSBによる爆撃だった。当初、SBは主にソビエト指揮下のソ連人義勇兵が搭乗し、スペイン共和国空軍のGroupo12へ配備されていった。
SBは反乱軍のフィアット CR.32やハインケルHe51複葉戦闘機をしのぐ速度を有していたため、通常の方法では迎撃することが困難であり、敵戦闘機にとっては高高度からの急降下がSBを迎撃する唯一の手段であった。1937年5月29日、2機のSBがドイツ軍艦「ドイッチュラント」を反乱軍巡洋艦「カナリアス」と誤認して攻撃し、ドイツ水兵31人が死亡、83人以上が負傷した。 6月から7月に31機のSBによる第二群が送り届けられ、Groupo12の戦力回復のために追加配備されるとともに、新部隊 Groupo 24が創設された。 より高速なメッサーシュミット Bf109がドイツのコンドル軍団再装備のため配備されたことは、SBがこれ以上反乱軍の戦闘機からスピードで逃れられないことを意味し、損害は増加した。
1938年6月、第三群そして最後となる31機のSBが到着し 、損害が大きくなり続けたにもかかわらず作戦の続行が認められた。1939年3月の内戦終結までに73機のSBが失われ、その内の40機が敵攻撃によるものであった。19機のSBが反乱軍側に鹵獲され、爆撃機隊が編成されていた。何機かが補修整備でフランス製のイスパノ・スイザ 12Ybrsエンジンを再搭載したが、それは常に予備部品の不足に運用を左右されており、1943年4月の時点で飛行可能なものは3機だけであった。1943年12月にユンカース Ju 88が受領されてからは、残存するSBは、1948年に退役して解体されるまで予備訓練飛行に使用された。

### 中国
1937年7月に日中戦争（支那事変）が勃発した直後の1937年8月21日、ソビエト連邦と中華民国は中ソ不可侵条約を締結した。この協定の一環として、ソ連政府は「ソビエト義勇兵による搭乗」という名目での、完全な航空部隊の動員はもちろんのこと、膨大な軍事物資を国民政府へ供給した。64機のSBの最初の引渡しは1937年9月、10月に行われ、ソビエト義勇隊による軍事作戦は、12月の揚子江上の日本船舶に対する攻撃から開始された。キ-48の制作計画は、1937年後期に開始されたが、この頃日本陸軍は、中国に供与された ツポレフ SB が非常に高速で、ほとんど迎撃できないということを痛感していた。1938年2月23日、祖国防衛の日を祝すため、ソビエトのSB隊は台湾の台北飛行場（現・台北松山空港）への長距離爆撃を遂行し、地上の日本軍機40機を破壊したと声明している。
最終的に60機以上のSBが1938年初頭までに中国へ届けられ、武漢の戦いでは日本軍への攻撃に重用された。坂井三郎の著書『大空のサムライ』には、基地がSBによる空襲を受けた体験が記されている。しかし戦闘を経るうちにSBが受けた損害も甚大で、中国空軍のSB部隊は一時的に戦闘から退くことを強いられた。中国上空でSBに乗るソビエト義勇隊は、1939年にイリューシン DB-3に機種転換し、彼らのSBは中国軍部隊に移転されたが、中国軍のそれら増強機材の使用は限定的なものであった。
1941年にソ連は100機以上のSBを中国に供給したが、その直前には日ソ中立条約を締結していた。1942年には、SBは対日作戦の前線から次第に引き上げられていき、一部はロッキード ハドソンやB-25 ミッチェルといった近代的なアメリカ製爆撃機に置き換えられた。同年9月29日には、宜昌飛行場を空襲した6機のSB-bis（M-103搭載型を指す）の内1機が不時着して航空将校が投降。日本軍に鹵獲されたSB-bisは、福生飛行場でテストされた 。
1945年の国共内戦再燃から対共産軍に使用される以前には、少数のSBがアヘン農場に対する作戦を含めた非戦闘に使用されるにとどまり、1946年を最後に退役した。

### ノモンハン
中国上空での義勇部隊による対日航空作戦だけでなく、SBは1938年7〜8月のソ連・満州国国境における張鼓峰事件でも日本軍との戦闘に使用され、1機のSBが失われた。1939年5月、モンゴル東部ハルハ河で日ソ両軍間の戦闘が勃発した（ノモンハン事件）。SBは5月の空戦には参加しなかったが、この時点でソビエト軍航空部隊は大きな損害を被ったため、SBの2個飛行連隊が6月にモンゴルへ動員され、6月26日に最初の飛行任務をおこなった。SBは7月初旬の日本軍の攻勢に対して重用された。ソ連軍のSB連隊は初期型と後期型SBの混成で、機材の速度の違いは編隊の維持に支障をきたし、 一方で日本軍の九七式戦闘機隊はSBの脆弱な防御（無線手が背部と下部の両機銃を操作していた）を食い荒らすという熟練度を示した。日本の戦闘機に対する損失を最小限に抑えるべくソ連軍は戦術を変更し、SBは日本軍が迎撃困難な高度6,100 m (20,000 ft)以上で飛行任務を行った。SBは、ゲオルギー・ジューコフ指揮下のソ連・モンゴル軍が1939年9月の停戦協定締結までの攻勢を成功させた時にも、日本軍に対して使用され続けた。

### 冬戦争
1939年11月、ソ連はフィンランドに対し、数百機のSBを含む兵力を動員して攻撃を加え、冬戦争として知られる戦いに入った。しかし爆撃機編隊は度々護衛を受けず、低レベルの作戦を強制されたため、フィンランド軍の対空火器や戦闘機から攻撃を受けやすく、損害は甚大だった。1936年のスペインでは、SBは敵戦闘機を凌ぐことができたが、この時には脆く貧弱な機材に過ぎなかった。SBは雪で覆われた飛行場からの作戦のためにスキーを取り付けられ、機体の速度は低下して更に攻撃されやすくなり、一方で防寒服を着る必要上、機銃手の仕事は一層制限されて厳しくなった。15週間の戦争の終わりまでに、少なくとも100機のSBが失われ、フィンランド側は200機近くの撃墜（うち92機はフィンランド軍戦闘機による）を主張している。

### 大祖国戦争
1941年6月、ドイツのソ連侵攻時、Pe-2のようにより近代的な航空機の再装備が始まっていたとはいえ、ソ連の作戦可能な爆撃機戦力の94%はSBを装備しており、1,500機から2,000機のSBがソ連西部の境界地区に展開していた。ドイツ空軍はバルバロッサ作戦を発動、ソ連の主要な66の飛行場に対して相互連携攻撃をかけ （その一方的な戦いは、あるドイツ空軍将官から「幼児殺し」と呼ばれた）、侵攻初日にソ連軍の航空戦力の大半を地上あるいは空中で破壊した。初日の大虐殺を切り抜けたSBは稚拙に使用され続け、多くがドイツ戦車に対する護衛無しの攻撃で浪費された。SBの比較的大型で防弾能力に欠けた作りはドイツ軍の小型対空砲に弱く、一方でドイツ戦闘機隊は大きな戦果を上げつづけた。
SBは主に夜間に使用され続け、レニングラード防衛戦とモスクワの戦いではドイツ軍砲兵を攻撃した。また、1941年12月までに、SBのほとんどが代替されるか失われたが、北方のフィンランドに対しては1942年3月まで依然として大規模に使用された。SBは補給物資の投下やグライダー曳行、訓練というような非戦闘任務に使用され続け、極東では1945年まで残されていた。

### フィンランドの使用
冬戦争では多数のソ連軍SBがフィンランド領土に墜落または不時着陸し、その多くをフィンランド軍はできる限り回収した。とくに状態の良いものはフィンランド空軍が使用するため国立航空機工場（VL;Valtion lentokonetehdas）へ送られて修理された。ソ連との継続戦争（フィンランドが冬戦争で喪失した領土回復のため動いた）時までに、5機のSBが修理されており（後に3機以上が追加）、第6戦隊 (Lentolaivue 6)に配備使用され、対潜哨戒任務で飛行した。これらの航空機は、ドイツから16機以上のSB（ドイツがソ連侵攻初期の数週間で鹵獲）を購入したことにより補充された。継続戦争の間にフィンランドは7機のSBを事故で喪失したが、戦闘による損失は無く、フィンランドのSBは3隻のソ連潜水艦と4,000トンの商船1隻を撃沈したと主張している。

## 派生型
- ANT-38 - 1934年の高速爆撃機案で未製作。あるいはANT-41との関連有りか[49]。
- ANT-40 RTs (Rayt Tsiklon) またはSB：出力545 kW（730 hp）のライトサイクロンエンジンを搭載、翼幅19.0 m（62 ft 4 in）を持つ最初のプロトタイプ。1934年9月に完成し、同年10月7日に初飛行した[4][2]。強行着陸で損傷し、 670 kW（900 hp）のツマンスキー M-87エンジンを搭載して再製作され、第2次テスト飛行は1935年2月5日から7月31日まで行われた[50]。ANT-40 ISが優秀だったため開発は中止された[4]。スキー装置などの実験機として使用された。
- ANT-40 IS （Ispano-Suiza）：出力560 kW（750 hp）のイスパノ・スイザ 12Yエンジンを搭載、より長い翼幅（20.3 m（66 ft 7¼ in）を持つプロトタイプ。2機が製造され、1号機のANT-401は1934年12月に初飛行し、最初のテストで378 km/h (235 mph)の速度に達し、後のテストでは402 km/h (250 mph)に達した[51][2]。主翼と尾翼が修正された試作2号機ANT-402は1935年9月に登場し、生産原型機としての役目を果たした[3]。
- SB 2M-100 - 最初の生産モデル。翼面積は56.7 m2（610 ft2）に増加。クリーモフ M-100エンジン（イスパノ・スイザ12Yのライセンス生産版）を搭載、2枚プロペラ駆動[52][53]。
- SB 2M-100A - 出力642 kW (860 hp)の新M-100Aエンジン、3枚プロペラ駆動[52]。1936年後半から製作[8]。時折、非公式にSBbisと呼ばれる。
- SB 2M-100A modernizoravannyi - 後部旋回機銃とMV-3銃座を追加。 1937年5月にテスト。合格したが生産はされず[13][52]。
- SB-bis - クリーモフ M-103出力716 kw (960 hp)エンジン搭載のプロトタイプ。二重操縦装置と可変ピッチプロペラを搭載。1937年9月に飛行したが、重量の増加は性能の低下を招いた[52]。
- SB-bis2 - 洗練された翼とM-103エンジン搭載のプロトタイプ。性能はやや向上した。生産はされず[52][13]。
- SB-bis3 - M-103搭載の3号機、新型のエンジンナセル（従来機の前面ラジエーターよりも下部にラジエーターを再配置）。1937年11月1日から翌年1月17日までテストされ、最大速度は446 km/h (277 mph)までの増加を示した[52]。改良点は後の生産機に盛り込まれた[13]。
- SB 2M-103 - シリーズ10番目。従来の前面ラジエーター付きM-103エンジン搭載で強化構造の1938年生産型。航空士用の非常操縦装置、格納式スキー、368リットル増槽2個を装備[52][13]。
- SB 2M-103 - シリーズ14番目。SBbis3でテストされたナセルとラジエーターのM-103エンジン搭載で1939年後半の生産型[52][13]。
- SB 2M-103 - シリーズ18番目。更に改良された生産型で、ラジエーターインテークと部分的に洗練された翼を搭載。VISh-22可変ピッチ3枚プロペラ。MV-3後部銃座搭載[52][13]。
- SB 2M-104 - おおよそ30〜50機[13][54]のM-104エンジン搭載機が完成したが、エンジンは続けて生産されず[13]。
- SB 2M-106 - M-106エンジン搭載で少数機が完成、しかしエンジンは生産化されなかった[13]。
- USB - 二重操縦の練習機で、教官は航空士席を外した機首の開放式席に座る。120機以上が製造され、M-100AまたはM-103を搭載する[13][12]。
- SB-MN （Men'she nesushchye - 減少翼面）またはMMN （Modifikatsiya men'she nesushchye） - 次期の水平爆撃機で、出力783 kW (1,050 馬力)のM-105エンジン搭載、新型翼型のNACA22高揚力翼（翼面積と翼幅が減少（18.0m(59ft0¾i））を持つ。1機のみ製作[18][55]。
- SB-RK (Rasresnoye krilo - スロット翼) - SB-MNに並行して開発された急降下爆撃機。SB-MNと同型翼だが、ダイブブレーキ用の大きなスロッテッドフラップを持つ。冷却ラジエーターは翼に内蔵され、吸気口と排気口は翼の上面に誘導されている。ShKAS機関銃3挺を装備し、100 kg (220 lb)爆弾6発または250 kg (550 lb)爆弾2発を内部に、あるいは1,500 kg (3,300 lb)爆弾を外部に積載可能だった。アルハーンゲリスキイ Ar-2として生産された。Pe-2やTu-2に取り替えられるまでに200機が製作された[18][55]。
- SBB-1 - SB-MNとSB-RKを基礎としたアルハーンゲリスキイ最後のSB試作機で、より小型の翼（幅16.0 m (52 ft 5⅞ in)）を持ち、双尾翼その他変更がなされている。改良名称はB。1機のプロトタイプが1940年に飛行したが、生産はされなかった[55]。
- アヴィア B-71 -  SB 2M-100Aのチェコ製ライセンス生産型[11]。
- PS-40 - アエロフロート社向けの輸送機。M-100Aエンジン搭載で軍用装備は取り外してある。積荷または乗客6人を積載可能。1938年の間に100機が供給された[13][56]。
- PS-41 - SB 2M-103をアエロフロート向け貨物機に転用したもの。PS-41bisは翼下に増槽を取り付けた[13][56]。
- プテロダクティル（Pterodactyl；翼竜） - SB 2M-103に三輪装置を取り付けたもの。1940年に1機が改造された[19]。
- ANT-46 - 複座重戦闘機でANT-401に類似しているが、輸入したノーム・エ・ローヌ14K ミストラル・メジャー（出力597 kW （800 hp））2基を搭載、翼外に100 mm無反動砲2門、機首に機関砲4門、偵察員席に旋回機銃1丁を装備した。空軍でDI-8と呼ばれた1機のプロトタイプが1935年8月に初飛行したが、en:Leonid Kurchevskyの無反動砲計画中止に続いて彼が逮捕されたことにより放棄された[57][58]。
- ツポレフ ANT-41 - SB系列とは無関係の雷撃機でレイアウトがSBに似ているが、より大型で高出力。1936年に1機が製作されたが、激しいフラッター現象による墜落で破壊され、後に放棄された[53]。

## 使用国
ブルガリア王国
- ブルガリア空軍は32機のアヴィア B-71を「アヴィア・カチューシャ Ě-8」と呼称して使用した。

 中華民国
- 中華民国空軍は1937年秋に62機のSB-2M-100を受領した。ソ連は更に1938年8月から1941年6月まで、SB-2M-100およびSB-2M-105の爆撃機を供給した。

 チェコスロバキア
- チェコスロバキア空軍は1938年4、5月にイスパノ・スイザ12Ybrs搭載のソ連製SB60機を受領した。別の爆撃機101機と偵察機60機はライセンス生産のアヴィアB-71であったが、101機のみが作られた。

 フィンランド
- フィンランド空軍は24機のSB爆撃機を使用した。最初の8機（7機がM-103、1機がM-100エンジン搭載）は冬戦争で鹵獲され、他の16機は1941年11月5日〜1942年8月27日にドイツが鹵獲した機材を移管した。全機がM-103エンジンに改修され、対潜哨戒機として第6戦隊（LeLv 6）で使用された。2機が練習機として改造された。フィンランド空軍は1945年にSB全機を引退させ、1950年にすべてが解体された[20]。

 ドイツ国
- ドイツ空軍はチェコ製アヴィアB-71やソ連製SBの鹵獲機を使用した。

 大日本帝国
- 大日本帝国陸軍に投降した中華民国空軍のSB-bis 1機が、福生飛行場でテストされた[35] 。

 ポーランド人民共和国
- ポーランド空軍は少数のUSB-2M-103を練習機として第二次世界大戦後に使用した。

 スロバキア共和国
- スロバキア空軍は1943年4月18日まで1機のアヴィアB-71を使用していたが、その日アントン・ヴァンコと他4人の飛行士が当機でトルコへ亡命した[59][32]。

 ソビエト連邦
- ソ連空軍
- アエロフロートは1938年に軍を退役したSB-2M-100（機数不明）を受け取り、改修後PS-40と呼んで使用した。この他、退役したSBbis爆撃機3機を1940年に改修しPS-41として使用した。

 スペイン
- スペイン共和国空軍は1936年10月14日にSB-2M-100A最初の31機を受領した。第2群の31機は1937年6〜7月に、最終群の31機は1938年に届けられた。ソ連は合計93機のSBをスペインへ引渡した[30]。

 スペイン
- スペイン国空軍（反乱軍）は19機のSB-2M-100A爆撃機を鹵獲した。全機が分解整備され、ソ連製M-100エンジンはフランス製イスパノ・スイザ12Ydrsへ換装された。これらの機体は作戦と後の訓練任務に使用され、1950年に退役した。スペインの搭乗員たちは鹵獲したSB爆撃機を「カチューシャ」と呼んでいた。

## 現存する機体
1950年代のスターリンによる戦後一掃の結果、大祖国戦争を切り抜けた多くのSBが解体され、現存機はないものと思われた。しかしながら、文献などの情報からロシアで不時着機が発見された。この機体は修復され、ロシアにあるモニノ空軍博物館とも呼ばれる中央空軍博物館に展示されている。この機体は7,000機弱作られたうち、唯一現存するSBであるとされるが、1機のレプリカとも思えるものを含め他に3機の現存が確認されている。
| 型名       | 番号 | 機体写真 | 所在地                      | 所有者                           | 公開状況 | 状態     | 備考     |
| ---------- | ---- | -------- | --------------------------- | -------------------------------- | -------- | -------- | -------- |
| SB-2M-100  |      | 写真     | ロシア スヴェルドロフスク州 | UMMC軍事・自動車機器博物館       | 公開     | 静態展示 |          |
| SB-2M-100A |      |          | ロシア モスクワ州           | 連邦文化芸術研究所中央空軍博物館 | 公開     | 静態展示 | [ 注 2 ] |
| SB-2M-100A |      | 写真     | ロシア ムルマンスク州       | 北方艦隊空軍博物館               | 公開     | 静態展示 |          |
| レプリカ？ |      | 写真     | ロシア ムルマンスク州       | ヴッソーキイ（Высокий）村        | 公開     | 静態展示 |          |

## 機体諸元(SB 2M-103)

三面図（SB 2M-100）

出典: SB:The Radical Tupolev
諸元
- 乗員: 3
- 全長: 41 ft 23⁄4 in （12.57 m）
- 全高: 11 ft 93⁄4 in （3.60 m）
- 翼幅: 66 ft 8 in（20.33 m）
- 翼面積: 610.3 ft2 （56.7 m2）
- 空虚重量: 10,512 lb （4,768 kg）
- 運用時重量: 14,065 lb （6,308 kg）
- 最大離陸重量: 17,370 lb （7,880 kg）
- 動力: クリーモフ(Klimov) M-103 液冷V12型エンジン、960 hp （716 kW）   × 2

性能
- 最大速度: 243 ノット、 280 mph （450 km/h  高度4,100m (13,450 ft)において）
- 航続距離: 1,243 nmi, 1,429 mi （2,300 km）
- 実用上昇限度: 30,510 ft （9,300 m）

武装
- 固定武装: 7.62 mm ShKAS機関銃 × 4 （2挺が機首、1挺が後部、残り1挺が下部に配置）
- 爆弾: 爆弾倉に100kg (220 lb)爆弾 × 6 または 50kg (110 lb)爆弾 × 6、翼下爆弾架に250kg (550 lb)爆弾 × 2。